# Lisa Kohl
Lisa Kohl (Luxemburg-Stad 1988) is een Luxemburgs fotograaf, videokunstenaar en installatiekunstenaar.

## Leven en werk
Kohl studeerde aan de École nationale supérieure des arts visuels in de Abdij Ter Kameren bij Brussel. Ze maakt fotoseries, installaties en videoperformances rond thema's als oorlog, vlucht en ontheemding. Haar werk werd meerdere keren onderscheiden, Kohl ontving onder meer de Prix Pierre Werner (2020), samen met Filip Markiewicz, de StART-up Studio Award van het Œuvre Nationale de Secours Grande-Duchesse Charlotte (2020-2021) en de Prix d'art Robert Schuman (2023).